# Giro Ciclistico d'Italia 2020
La 43.ª edición de la competición ciclista Giro Ciclistico d'Italia (también llamado extraoficialmente: Baby Giro o Girobio) fue una carrera de ciclismo en ruta por etapas que se celebró entre el 29 de agosto y el 5 de septiembre de 2020 en Italia, con inicio en la ciudad de Urbino y final en la ciudad de Aprica sobre un recorrido de 1121,5 kilómetros.
La carrera hizo parte del UCI Europe Tour 2020 dentro de la categoría UCI 2.2U (categoría del profesionalismo sub-23 para corredores menores de 23 años).

## Equipos participantes
Tomaron parte en la carrera 29 equipos de categoría sub-23: 16 de categoría Continental; y 13 equipo regionales sub-23. Formando así un pelotón de 176 ciclistas de los que acabaron 118. Los equipos participantes fueron:
| Equipos continentales (16)- Team Colpack-Ballan - Biesse Arvedi - Hagens Berman Axeon - Équipe continentale Groupama-FDJ - Sangemini-Trevigiani-MG.Kvis - Beltrami TSA-Marchiol - Kometa-Xstra - SEG Racing Academy - Tirol-KTM Cycling Team - Iseo Serrature Rime Carnovali - Cycling Team Friuli ASD - General Store Essegibi F.lli Curia - NTT Continental Cycling Team - Swiss Racing Academy - Colombia Tierra de Atletas-GW Bicicletas - Work Service Dynatek Vega Equipos ciclistas aficionados (2)- Holdsworth Zappi RT - Gallina-Colosio-Eurofeed Equipos regionales y de clubes (11)- Aran Cucine Vejus - Lotto-Soudal U23 - Velo Plus Racing Team Palazzago - Mastromarco Sensi Nibali - Zalf Euromobil Désirée Fior - Gazprom-RusVelo U23 - Caja Rural-Seguros RGA amateur - Trinity Racing - GS Maltinti Lampadari - Zheroquadro Cycling Team - #inEmiliaRomagna Cycling Team |
| |

## Recorrido
El Giro Ciclistico d'Italia dispuso de ocho etapas para un recorrido total de 1121,5 kilómetros, dividido en una etapa llana, cuatro etapas de media montaña y tres etapas de montaña.
| Etapa     | Fecha     | Recorrido            | type             | Distancia (km) | Ganador          | Líder            |
| --------- | --------- | -------------------- | ---------------- | -------------- | ---------------- | ---------------- |
| 1.ª etapa | 29 de ago | Urbino – Urbino      | etapa escarpada  | 150,5          | Alejandro Ropero | Alejandro Ropero |
| 2.ª etapa | 30 de ago | Gradara – Riccione   | etapa escarpada  | 119,9          | Luca Colnaghi    | Alejandro Ropero |
| 3.ª etapa | 31 de ago | Riccione – Mordano   | etapa escarpada  | 151,3          | Luca Colnaghi    | Luca Colnaghi    |
| 4.ª etapa | 1 de sep  | Bonferraro – Bolca   | etapa de montaña | 159,6          | Thomas Pidcock   | Thomas Pidcock   |
| 5.ª etapa | 2 de sep  | Marostica – Rosà     | etapa escarpada  | 145,8          | Jonathan Milan   | Thomas Pidcock   |
| 6.ª etapa | 3 de sep  | Cólico – Cólico      | etapa llana      | 157            | Jordi Meeus      | Thomas Pidcock   |
| 7.ª etapa | 4 de sep  | Barzio – Montespluga | etapa de montaña | 116,5          | Thomas Pidcock   | Thomas Pidcock   |
| 8.ª etapa | 5 de sep  | Aprica – Aprica      | etapa de montaña | 120,9          | Thomas Pidcock   | Thomas Pidcock   |

## Clasificaciones finales
- Las clasificaciones finalizaron de la siguiente forma:[4]

### Clasificación general
| \| Clasificación general \| Clasificación general \| Clasificación general \| Clasificación general \| Clasificación general \| \| Ciclista \| Ciclista \| Equipo \| Tiempo \| \| \| --------------------- \| --------------------- \| --------------------------- \| --------------------- \| --------------------- \| \| 1.º \| Thomas Pidcock \| Trinity Racing \| 26 h 22 min 53 s \| \| \| 2.º \| Henri Vandenabeele \| Lotto-Soudal U23 \| + 2 min 25 s \| \| \| 3.º \| Kevin Colleoni \| Biesse Arvedi \| + 5 min 54 s \| \| \| 4.º \| Giovanni Aleotti \| Cycling Team Friuli ASD \| + 6 min 34 s \| \| \| 5.º \| Filippo Conca \| Biesse Arvedi \| + 7 min 52 s \| \| \| 6.º \| Yannis Voisard \| Swiss Racing Academy \| + 10 min 46 s \| \| \| 7.º \| Alejandro Ropero \| Kometa-Xstra \| + 10 min 59 s \| \| \| 8.º \| Jokin Murguialday \| \| + 11 min 23 s \| \| \| 9.º \| Asbjørn Hellemose \| Velo Club Mendrisio \| + 11 min 25 s \| \| \| 10.º \| Edoardo Zambanini \| Zalf Euromobil Désirée Fior \| + 13 min 12 s \| \| |                    |                             |                  |
| |                    |                             |                  |
| Fuente: ProCyclingStats |                    |                             |                  |
| Clasificación general |                    |                             |                  |
| Ciclista | Ciclista           | Equipo                      | Tiempo           |
| 1.º | Thomas Pidcock     | Trinity Racing              | 26 h 22 min 53 s |
| 2.º | Henri Vandenabeele | Lotto-Soudal U23            | + 2 min 25 s     |
| 3.º | Kevin Colleoni     | Biesse Arvedi               | + 5 min 54 s     |
| 4.º | Giovanni Aleotti   | Cycling Team Friuli ASD     | + 6 min 34 s     |
| 5.º | Filippo Conca      | Biesse Arvedi               | + 7 min 52 s     |
| 6.º | Yannis Voisard     | Swiss Racing Academy        | + 10 min 46 s    |
| 7.º | Alejandro Ropero   | Kometa-Xstra                | + 10 min 59 s    |
| 8.º | Jokin Murguialday  |                             | + 11 min 23 s    |
| 9.º | Asbjørn Hellemose  | Velo Club Mendrisio         | + 11 min 25 s    |
| 10.º | Edoardo Zambanini  | Zalf Euromobil Désirée Fior | + 13 min 12 s    |

### Clasificación de la montaña
| Clasificación de la montaña | Clasificación de la montaña | Clasificación de la montaña    | Clasificación de la montaña | Clasificación de la montaña |
| Ciclista                    | Ciclista                    | Equipo                         | Puntos                      |                             |
| --------------------------- | --------------------------- | ------------------------------ | --------------------------- | --------------------------- |
| 1.º                         | Thomas Pidcock              | Trinity Racing                 | 108 pts                     |                             |
| 2.º                         | Matteo Carboni              | Biesse Arvedi                  | 59 pts                      |                             |
| 3.º                         | Kevin Colleoni              | Biesse Arvedi                  | 58 pts                      |                             |
| 4.º                         | Samuele Zoccarato           | Colpack-Ballan                 | 47 pts                      |                             |
| 5.º                         | Henri Vandenabeele          | Lotto-Soudal U23               | 37 pts                      |                             |
| 6.º                         | Giovanni Aleotti            | Cycling Team Friuli ASD        | 37 pts                      |                             |
| 7.º                         | Thomas Gloag                | Trinity Racing                 | 35 pts                      |                             |
| 8.º                         | Antonio Tiberi              | Trek-Segafredo                 | 30 pts                      |                             |
| 9.º                         | Davide Baldaccini           | Colpack-Ballan                 | 19 pts                      |                             |
| 10.º                        | Matteo Zurlo                | Casillo-Petroli Firenze-Hopplà | 19 pts                      |                             |

### Clasificación de los puntos
| Clasificación por puntos | Clasificación por puntos | Clasificación por puntos         | Clasificación por puntos | Clasificación por puntos |
| Ciclista                 | Ciclista                 | Equipo                           | Puntos                   |                          |
| ------------------------ | ------------------------ | -------------------------------- | ------------------------ | ------------------------ |
| 1.º                      | Luca Colnaghi            | Zalf Euromobil Désirée Fior      | 90 pts                   |                          |
| 2.º                      | Jordi Meeus              | SEG Racing Academy               | 83 pts                   |                          |
| 3.º                      | Thomas Pidcock           | Trinity Racing                   | 75 pts                   |                          |
| 4.º                      | Jake Stewart             | Équipe continentale Groupama-FDJ | 68 pts                   |                          |
| 5.º                      | Arne Marit               | Lotto-Soudal U23                 | 63 pts                   |                          |
| 6.º                      | Jonathan Milan           | Cycling Team Friuli ASD          | 60 pts                   |                          |
| 7.º                      | Henri Vandenabeele       | Lotto-Soudal U23                 | 57 pts                   |                          |
| 8.º                      | Kevin Bonaldo            | Zalf Euromobil Désirée Fior      | 40 pts                   |                          |
| 9.º                      | Alejandro Ropero         | Kometa-Xstra                     | 37 pts                   |                          |
| 10.º                     | Michele Gazzoli          | Colpack-Ballan                   | 36 pts                   |                          |

### Clasificación de los jóvenes
| Clasificación del mejor joven | Clasificación del mejor joven | Clasificación del mejor joven    | Clasificación del mejor joven | Clasificación del mejor joven |
| Ciclista                      | Ciclista                      | Equipo                           | Tiempo                        |                               |
| ----------------------------- | ----------------------------- | -------------------------------- | ----------------------------- | ----------------------------- |
| 1.º                           | Edoardo Zambanini             | Zalf Euromobil Désirée Fior      | 26 h 36 min 05 s              |                               |
| 2.º                           | Thomas Gloag                  | Trinity Racing                   | + 4 min 17 s                  |                               |
| 3.º                           | Antonio Tiberi                | Trek-Segafredo                   | + 7 min 19 s                  |                               |
| 4.º                           | Brayan Esteban Malaver        |                                  | + 14 min 46 s                 |                               |
| 5.º                           | Andrea Gallo                  |                                  | + 45 min 15 s                 |                               |
| 6.º                           | Lewis Askey                   | Équipe continentale Groupama-FDJ | + 55 min 19 s                 |                               |
| 7.º                           | Alessandro Baroni             |                                  | + 1 min 02 s                  |                               |
| 8.º                           | Alessandro Verre              | Casillo-Petroli Firenze-Hopplà   | + 1 min 12 s                  |                               |
| 9.º                           | Simone Raccani                | Beltrami TSA-Marchiol            | + 1 min 45 s                  |                               |

### Clasificación por equipos
| Clasificación por equipos | Clasificación por equipos | Clasificación por equipos | Clasificación por equipos |
| Equipo                    | Equipo                    | Tiempo                    |                           |
| ------------------------- | ------------------------- | ------------------------- | ------------------------- |

## Evolución de las clasificaciones
| Etapa                   | Vencedor | Clasificación general Maglia Rosa | Clasificación de la montaña Maglia Verde | Clasificación de los puntos Maglia Rossa | Clasificación de los sprint intermedios Maglia Blu | Clasificación de los jóvenes (Sub-21) Maglia Bianca | Clasificación por equipos |
| ----------------------- | -------- | --------------------------------- | ---------------------------------------- | ---------------------------------------- | -------------------------------------------------- | --------------------------------------------------- | ------------------------- |
| 1.ª                     |          |                                   |                                          |                                          |                                                    |                                                     |                           |
| 2.ª                     |          |                                   |                                          |                                          |                                                    |                                                     |                           |
| 3.ª                     |          |                                   |                                          |                                          |                                                    |                                                     |                           |
| 4.ª                     |          |                                   |                                          |                                          |                                                    |                                                     |                           |
| 5.ª                     |          |                                   |                                          |                                          |                                                    |                                                     |                           |
| 6.ª                     |          |                                   |                                          |                                          |                                                    |                                                     |                           |
| 7.ª                     |          |                                   |                                          |                                          |                                                    |                                                     |                           |
| 8.ª                     |          |                                   |                                          |                                          |                                                    |                                                     |                           |
| Clasificaciones finales |          |                                   |                                          |                                          |                                                    |                                                     |                           |

## UCI Europe Tour (U23) Ranking
El Giro Ciclistico d'Italia otorgó puntos para el UCI World Ranking para corredores de los equipos en las categorías UCI WorldTeam, UCI ProTeam y Continental. Las siguientes tablas son el baremo de puntuación y los 10 corredores que obtuvieron más puntos:
| Posición              | 1.º | 2.º | 3.º | 4.º | 5.º | 6.º | 7.º | 8.º | 9.º | 10.º |
| Clasificación general | 30  | 25  | 20  | 15  | 10  | 5   | 3   | 1   | 1   | 1    |
| Por etapa             | 5   | 1   |     |     |     |     |     |     |     |      |
| Líder                 | 1   |     |     |     |     |     |     |     |     |      |

| Clasificación |              |        |         |       |       |       |
| Posición      | Ciclista     | Equipo | General | Etapa | Líder | Total |
| ------------- | ------------ | ------ | ------- | ----- | ----- | ----- |
| 1.º           | Bandera de ? |        | 30      |       |       |       |
| 2.º           | Bandera de ? |        | 25      |       |       |       |
| 3.º           | Bandera de ? |        | 20      |       |       |       |
| 4.º           | Bandera de ? |        | 15      |       |       |       |
| 5.º           | Bandera de ? |        | 10      |       |       |       |
| 6.º           | Bandera de ? |        | 5       |       |       |       |
| 7.º           | Bandera de ? |        | 3       |       |       |       |
| 8.º           | Bandera de ? |        | 1       |       |       |       |
| 9.º           | Bandera de ? |        | 1       |       |       |       |
| 10.º          | Bandera de ? |        | 1       |       |       |       |